# Radíkovice (Loket)
Radíkovice (Duits: Radikowitz of Radikowitz bei Loket) is een Tsjechische plaats in de gemeente Loket, regio Midden-Bohemen, en maakt deel uit van het district Benešov. Het dorp ligt op 6,5 kilometer afstand van Loket.
Radíkovice telt 22 inwoners (2021).

## Geografie
Radíkovice ligt vlak bij het in de jaren 70 gecreeërde Švihov-stuwmeer.

## Geschiedenis
De eerste schriftelijke vermelding van het dorp dateert van 1386.
In 1960 werd Radíkovice, samen met Loket, ingedeeld bij het district Benešov.

## Verkeer en vervoer

### Autowegen
Er leidt een regionale weg naar het dorp.

### Spoorlijnen
Er is geen station meer in de gemeente Loket. Tot 1974 werd Loket bediend door treinen van de spoorlijn Benešov - Vlašim - Dolní Kralovice. In dat jaar werd het traject Vlašim - Dolní Kralvorice gesloten, omdat het moest wijken voor de aanleg van het Švihov-stuwmeer. Sindsdien is het dichtstbijzijnde station in Vlašim, op zo'n 25 kilometer afstand. Dat station ligt aan het resterende deel van eerdergenoemde spoorlijn.

### Buslijnen
Er is één bushalte in het dorp:
| Halte                       | Lijn(en) | Traject(en)               | Vervoerder(s) |
| --------------------------- | -------- | ------------------------- | ------------- |
| Loket u Čechtic, Radíkovice | 845      | Hořice - Zruč nad Sázavou | CŠAD Benešov  |

## Galerij

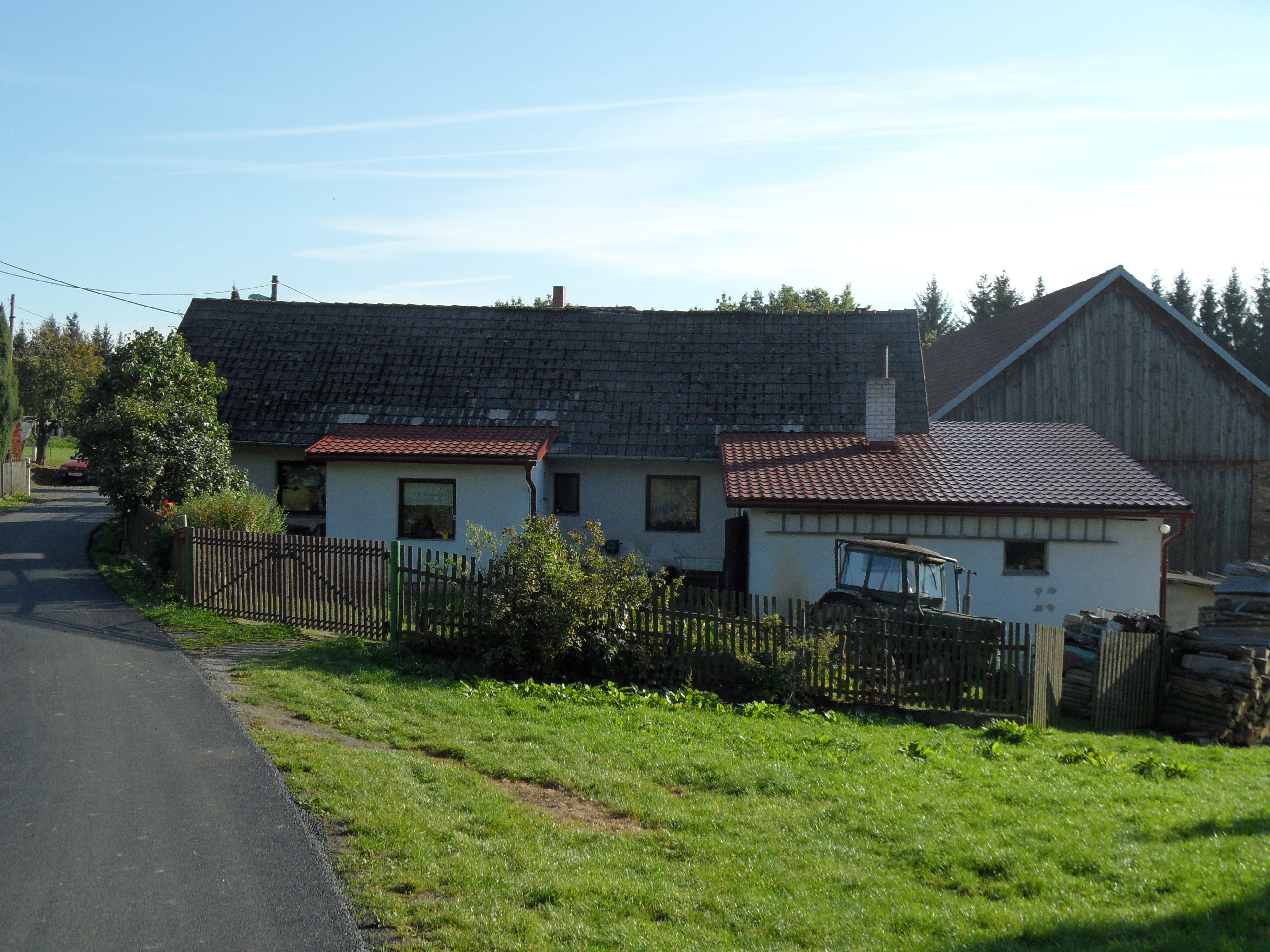
Boerderij in het dorp (2014)
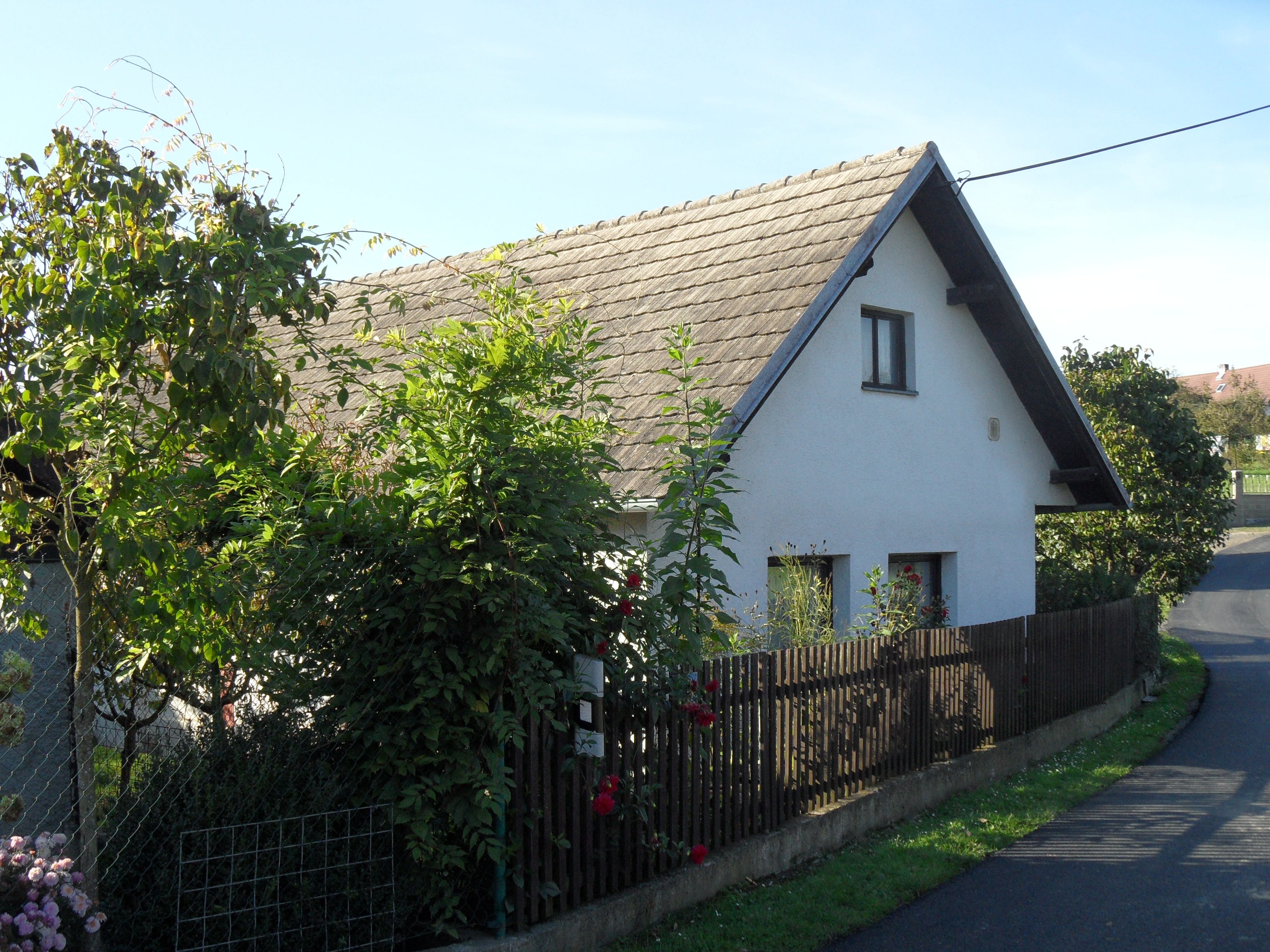
Huis in het dorp (2014)
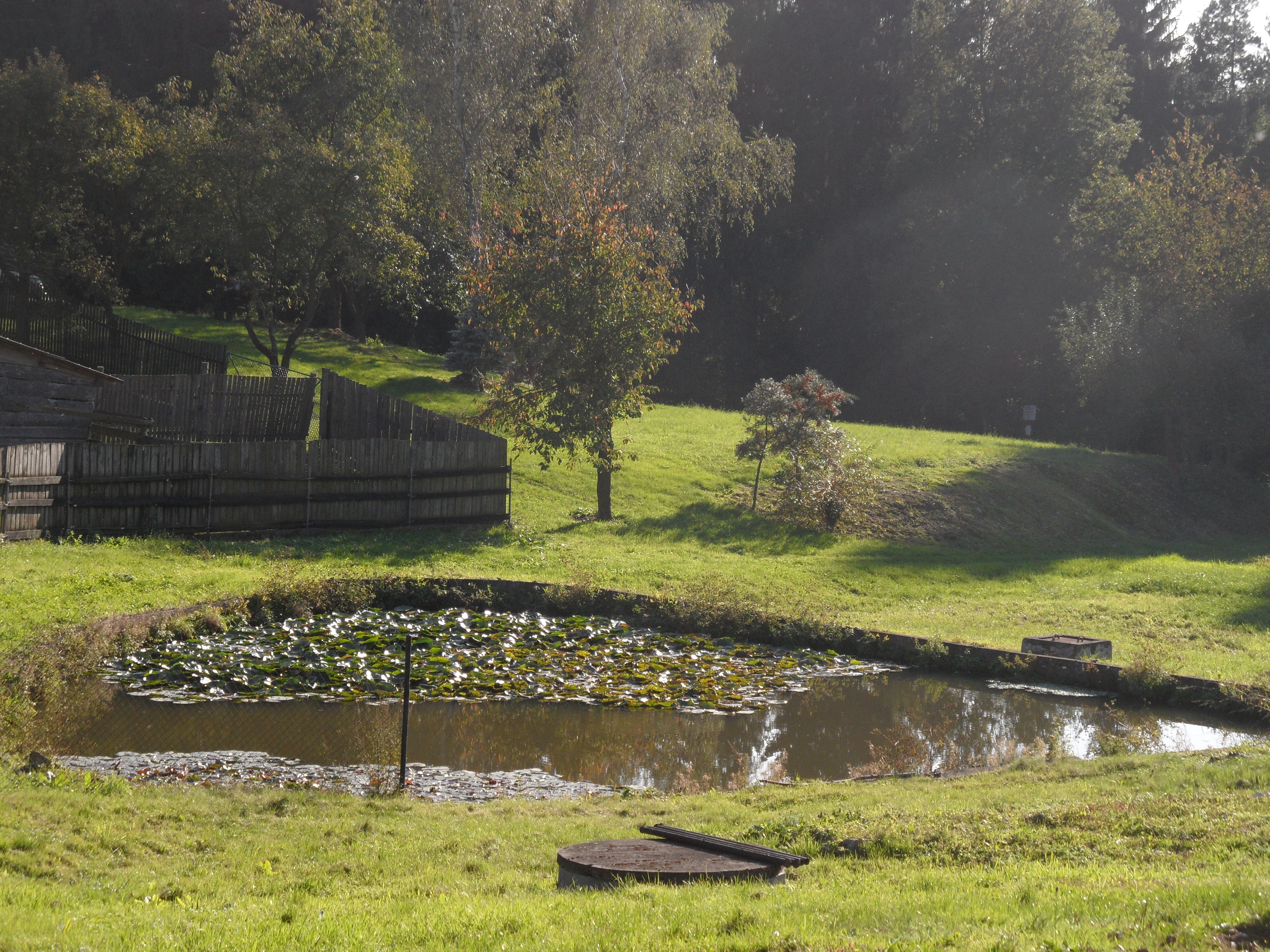
Vijvertje in het dorp (2014)